# Renaud II de Montlhéry
Renaud II de Montlhéry ou Rainauld II de Montlhéry (mort en 1122) est un religieux français du début du XIIe siècle qui fut évêque de Troyes de 1121 jusqu'à sa mort.

## Biographie
Il serait le fils de Milon Ier, seigneur de Montlhéry, et de Lithuaise, vicomtesse de Troyes, et donc un descendant de Thibaud de Montlhéry, dit File Etoupe, forestier du roi de France Robert II le Pieux.
Il a peut-être été vicomte de Troyes.
Il est prieur puis prévôt de l'église de Troyes, lorsqu'il est élu d'une voix unanime pour succéder à Philippe de Pont et monter sur le siège épiscopal.
Toutefois, il occupe ce poste peu de temps, car il décède l'année suivante, et est remplacé par Atton, moine à l'abbaye de Cluny.